# Margherita Buy
Margherita Buy (Roma, 15 de gener de 1962) és una actriu i directora italiana, àmpliament considerada una de les millors del seu país. Ostenta el rècord de premis en la indústria italiana: set David di Donatello, vuit Nastro d'argento, cinc Globo d'oro i tretze Ciak d'or. A més ha guanyat el Premi Pasinetti al Festival Internacional de Cinema de Venècia, la Conquilla de Plata a la millor actriu al Festival Internacional de Cinema de Sant Sebastià, el Premi a la Millor Actriu al Festival Internacional de Cinema de Moscou i al Festival Internacional de Cinema de Bari, un Premi Flaiano, un Premi Vittorio De Sica i el premi a la carrera del Festival de Cinema Italià de Madrid.
És reconeguda pel seu treball en pel·lícules com a Maledetto il giorno che t'ho incontrato (1992), Le fate ignoranti (2001), Caterina va in città (2003), Saturno Contro (2005), Giorni e nuvole (2007), Habemus Papam (2011), Mia madre (2015), 7 donne e un mistero (2021), entre d'altres.

## Perfil de l'actriu
Després d'un llarg període d'estudis en la Acadèmia d'Art Dramàtic, va realitzar el seu primer paper en la pel·lícula de Duccio Tessari Una gran storia d'amore (1986). A continuació va continuar participant en dues pel·lícules de Daniele Luchetti, titulades Domani accadrà (1988) i La settimana della sfinge (1990). Arran de la seva interpretació en aquesta última pel·lícula, va guanyar la Conquilla de Plata a la millor actriu al Festival Internacional de Cinema de Sant Sebastià.
Després d'aquest premi, va interpretar a l'heroïna de la pel·lícula de Sergio Rubini L'estació, una obra mestra de cinema italià per la qual va guanyar el seu primer premi David di Donatello com a actriu principal, el 1990. Després de L'estació, es va mantenir a la part alta del cinema italià amb pel·lícules com la del director Carlo Verdone, titulada Maledetto il giorno che ti ho incontrato (1992). També va protagonitzar Arriva la bufera, el 1992, del director Daniele Luchetti, i va treballar amb Mario Monicelli a les pel·lícules Facciamo paradiso, de 1995, i Pozzessere (Testimone a rischio).
En 1994 va ser dirigida pel seu marit, Sergio Rubini, en la pel·lícula Prestazione straordinaria. Va ser dirigida pel director italià Giuseppe Piccioni en quatre pel·lícules, les més importants van ser Cuori al verde (1996) i Fuori dal mondo, amb la qual va guanyar el seu segon premi David di Donatello.
Ara és una de les actrius més benvolgudes en el cinema europeu. En la pel·lícula de Le fate ignoranti) interpreta brillantment a una vídua que descobreix que el seu marit ha tingut una història d'amor amb un home durant els últims set anys. Va guanyar un Nastro d’argento a la millor interpretació. Amb la pel·lícula de Cristina Comencini Il più bel giorno della mia vita va guanyar un altre Nastro d'argento, en aquesta ocasió com a millor actriu de repartiment. Així mateix amb la pel·lícula de Paolo Virzì Caterina va in città va guanyar un David com a millor actriu de repartiment. Pel seu treball en la pel·lícula Manuale d'amore de Giovanni Veronesi va guanyar el seu tercer Nastro d'argento) i el seu quart premi David di Donatello).
Per la seva interpretació en I giorni dell'abbandono de Roberto Faenza, va guanyar el premi Graal d'Or a la millor interpretació com a actriu dramàtica. La pel·lícula Il caimano, de Nanni Moretti, presentada en 2006 en el Festival Internacional de Cinema de Canes, li va fer obtenir el Ciak d'Or 2006 com a millor actriu protagonista. També ha obtingut el premi Ciak d'or per la seva participació com a actriu protagonista en la pel·lícula No basta una vida, de Ferzan Özpetek.

## Filmografia

### Cinema
- La seconda notte, dirigida per Nino Bizzarri (1986)
- Domani accadrà, dirigida per Daniele Luchetti (1988)
- I giorni randagi, dirigida per Filippo Ottoni (1988)
- Nulla ci può fermare, dirigida per Antonello Grimaldi (1989)
- L'estació, dirigida per Sergio Rubini (1990)
- La settimana della Sfinge, dirigida per Daniele Luchetti (1990)
- Chiedi la luna, dirigida per Giuseppe Piccioni (1991)
- Maledetto il giorno che t'ho incontrato, dirigida per Carlo Verdone (1992)
- Condannato a nozze, dirigida per Giuseppe Piccioni (1993)
- Cominciò tutto per caso, dirigida per Umberto Marino (1993)
- Arriva la bufera, dirigida per Daniele Luchetti (1993)
- Prestazione straordinaria, dirigida per Sergio Rubini (1994)
- Le fils préféré, dirigida per Nicole Garcia (1994)
- Il cielo è sempre più blu, dirigida per Antonello Grimaldi (1995)
- Facciamo paradiso, dirigida per Mario Monicelli (1995)
- Cuori al verde, dirigida per Giuseppe Piccioni (1996)
- Va' dove ti porta il cuore, dirigida per Cristina Comencini (1996)
- Testimone a rischio, dirigida per Pasquale Pozzessere (1996)
- Lilli e il vagabondo (1997) - veu
- Dolce far niente, dirigida per Noe Caranfil (1998)
- Fuori dal mondo, dirigida per Giuseppe Piccioni (1999)
- Tutto l'amore che c'è, dirigida per Sergio Rubini (2000)
- L'ombra del gigante, dirigida per Roberto Petrocchi (2000)
- Controvento, dirigida per Peter Del Monte (2000)
- Le fate ignoranti, dirigida per Ferzan Özpetek (2001)
- Il più bel giorno della mia vita, dirigida per Cristina Comencini (2002)
- Ma che colpa abbiamo noi, dirigida per Carlo Verdone (2003)
- Caterina va in città, dirigida per Paolo Virzì (2003)
- L'amore ritorna, dirigida per Sergio Rubini (2004)
- Il siero della vanità, dirigida per Alex Infascelli (2004)
- Manuale d'amore, dirigida per Giovanni Veronesi (2005)
- I giorni dell'abbandono, dirigida per Roberto Faenza (2005)
- Il caimano, dirigida per Nanni Moretti (2006)
- La sconosciuta, dirigida per Giuseppe Tornatore (2006)
- Commediasexi, dirigida per Alessandro D'Alatri (2006)
- Saturno contro, dirigida per Ferzan Özpetek (2007)
- Giorni e nuvole, dirigida per Silvio Soldini (2007)
- Due partite, dirigida per Enzo Monteleone (2009)
- Lo spazio bianco, dirigida per Francesca Comencini (2009)
- L'uomo nero, dirigida per Sergio Rubini (2009)
- Genitori & figli - Agitare bene prima dell'uso, dirigida per Giovanni Veronesi(2010)
- Happy Family, dirigida per Gabriele Salvatores (2010)
- Matrimoni e altri disastri, dirigida per Nina Di Majo (2010)
- Habemus Papam, dirigida per Nanni Moretti (2011)
- Com'è bello far l'amore, dirigida per Fausto Brizzi (2012) Cameo
- Magnifica presenza, dirigida per Ferzan Özpetek (2012)
- Viatgo sola, dirigida per Maria Sole Tognazzi (2013)
- Mi rifaccio vivo, dirigida per Sergio Rubini (2013)
- Io donna, dirigida per Pino Quartullo (2013)
- La gente che sta bene, dirigida per Francesco Patierno (2014)
- Mia madre, dirigida per Nanni Moretti (2015)
- Pecore in erba, de Alberto Caviglia (2015)
- Io e lei, de Maria Sole Tognazzi (2015)
- Nemiche per la pelle, de Luca Lucini (2016)
- Questi giorni, de Giuseppe Piccioni (2016)
- La vita possibile, de Ivano De Matteo (2016)
- Come diventare grandi nonostante i genitori, de Luca Lucini (2016)
- Piccoli crimini coniugali, de Alex Infascelli (2017)
- Io c'è, de Alessandro Aronadio (2018)
- Moschettieri del re - La penultima missione, de Giovanni Veronesi (2018)
- Tutti per 1 - 1 per tutti, de Giovanni Veronesi (2020)
- Tres pisos, de Nanni Moretti (2021)
- Il silenzio grande, de Alessandro Gassmann (2021)
- 7 donne e un mistero, de Alessandro Genovesi (2021)
- Esterno notte, de Marco Bellocchio (2022)
- El primer dia de la meva vida, de Paolo Genovese (2023)
- Il sol dell'avvenire, de Nanni Moretti (2023)

### Televisió
- Flipper (1983) - telefilm
- Diciottanni - Versilia 1966 (1986) - sèrie de televisió
- Una grande storia d'amore (1987) - telefilm
- La vita che verrà (1999) - Minisèrie de televisió
- Incompreso (2002) - Minisèrie de televisió
- Maigret: La trappola (2004) - telefilm
- Maigret: L'ombra cinese (2004) - telefilm
- Amiche mie (12 episodios, 2008)
- Pinocchio (2008) - telefilm
- In Treatment (tercera temporada, 2017) - sèrie de televisió
- Made in Italy (8 episodis, 2019) - sèrie de televisió
- Ripley (2024) - Sèrie de televisió

## Premis i nominacions
| Premi                                             | Any  | Categoria                    | Treball                                     | Resultat  | Ref.  |
| ------------------------------------------------- | ---- | ---------------------------- | ------------------------------------------- | --------- | ----- |
| Festival Internacional de Cinema de Bari          | 2010 | Millor actriu                | Lo spazio bianco                            | Guanyador |       |
| Ciak d'oro                                        | 1988 | Millor actriu secundària     | Domani accadrà                              | Nominat   |       |
| Ciak d'oro                                        | 1991 | Millor actriu                | L'estació                                   | Guanyador |       |
| Ciak d'oro                                        | 1992 | Millor actriu                | Maledetto il giorno che t'ho incontrato     | Guanyador |       |
| Ciak d'oro                                        | 1993 | Millor actriu                | Cominciò tutto per caso                     | Nominat   |       |
| Ciak d'oro                                        | 2002 | Millor actriu                | l più bel giorno della mia vita             | Guanyador |       |
| Ciak d'oro                                        | 2004 | Millor actriu secundària     | Caterina va in città                        | Guanyador |       |
| Ciak d'oro                                        | 2006 | Millor actriu                | Il caimano                                  | Guanyador |       |
| Ciak d'oro                                        | 2007 | Millor actriu                | Saturno contro                              | Guanyador |       |
| Ciak d'oro                                        | 2007 | Super Ciak d'Oro             | —                                           | Guanyador |       |
| Ciak d'oro                                        | 2008 | Millor actriu                | Giorni e nuvole                             | Guanyador |       |
| Ciak d'oro                                        | 2010 | Super Ciak d'Oro             | —                                           | Guanyador |       |
| Ciak d'oro                                        | 2013 | Millor actriu                | Viatjo sola                                 | Guanyador |       |
| Ciak d'oro                                        | 2015 | Millor actriu                | Mia Madre                                   | Guanyador |       |
| David di Donatello                                | 1991 | Millor actriu                | L'estació                                   | Guanyador |       |
| David di Donatello                                | 1991 | Millor actriu                | La settimana della sfinge                   | Nominat   |       |
| David di Donatello                                | 1992 | Millor actriu                | Maledetto il giorno che t'ho incontrato     | Nominat   |       |
| David di Donatello                                | 1993 | Millor actriu                | Cominciò tutto per caso                     | Nominat   |       |
| David di Donatello                                | 1997 | Millor actriu                | Testimone a rischio                         | Nominat   |       |
| David di Donatello                                | 1999 | Millor actriu                | Fuori dal mondo                             | Guanyador |       |
| David di Donatello                                | 2001 | Millor actriu                | Le fate ignoranti                           | Nominat   |       |
| David di Donatello                                | 2004 | Millor actriu secundària     | Caterina va in città                        | Guanyador |       |
| David di Donatello                                | 2005 | Millor actriu secundària     | Manuale d'amore                             | Guanyador |       |
| David di Donatello                                | 2006 | Millor actriu                | Il caimano                                  | Nominat   |       |
| David di Donatello                                | 2007 | Millor actriu                | Saturno contro                              | Nominat   |       |
| David di Donatello                                | 2008 | Millor actriu                | Giorni e nuvole                             | Guanyador |       |
| David di Donatello                                | 2010 | Millor actriu                | Lo spazio bianco                            | Nominat   |       |
| David di Donatello                                | 2012 | Millor actriu secundària     | Habemus Papam                               | Nominat   |       |
| David di Donatello                                | 2013 | Millor actriu                | Viatjo sola                                 | Guanyador |       |
| David di Donatello                                | 2015 | Millor actriu                | Mia Madre                                   | Guanyador |       |
| David di Donatello                                | 2023 | Millor actriu                | Exterior nit                                | Nominat   |       |
| Premis del Cinema Europeu                         | 2001 | Millor actriu                | Le fate ignoranti                           | Nominat   |       |
| Premis del Cinema Europeu                         | 2015 | Millor actriu                | Mia Madre                                   | Nominat   |       |
| Premi Flaiano                                     | 1992 | Millor actriu                | Maledetto il giorno che t'ho incontrato     | Guanyador |       |
| Globo d'oro                                       | 1987 | Millor actuació novell       | La seconda notte                            | Guanyador |       |
| Globo d'oro                                       | 1992 | Millor actriu                | L'estació                                   | Guanyador |       |
| Globo d'oro                                       | 2001 | Millor actriu                | Le fate ignoranti                           | Guanyador |       |
| Globo d'oro                                       | 2006 | Millor actriu                | I giorni dell'abbandono                     | Nominat   |       |
| Globo d'oro                                       | 2006 | Premi especial de la crítica | I giorni dell'abbandono                     | Guanyador |       |
| Globo d'oro                                       | 2007 | Millor actriu                | Saturno contro                              | Guanyador |       |
| Globo d'oro                                       | 2013 | Millor actriu                | La scoperta dell'alba                       | Nominat   |       |
| Globo d'oro                                       | 2015 | Millor actriu                | Mia Madre                                   | Nominat   |       |
| Golden Graal                                      | 2006 | Millor actriu de comèdia     | Manuale d'amore                             | Nominat   |       |
| Golden Graal                                      | 2006 | Millor actriu dramàtica      | I giorni dell'abbandono                     | Guanyador |       |
| Golden Graal                                      | 2007 | Millor actriu de comèdia     | Commediasexi                                | Guanyador |       |
| Festival Internacional de Cinema de Moscou        | 2008 | Millor actriu                | Giorni e nuvole                             | Guanyador |       |
| Nastro d'Argento                                  | 1991 | Millor actriu                | L'estació                                   | Guanyador |       |
| Nastro d'Argento                                  | 2000 | Millor actriu                | Fuori dal mondo                             | Nominat   |       |
| Nastro d'Argento                                  | 2001 | Millor actriu                | Le fate ignoranti                           | Guanyador |       |
| Nastro d'Argento                                  | 2002 | Millor actriu secundària     | l più bel giorno della mia vita             | Guanyador |       |
| Nastro d'Argento                                  | 2004 | Millor actriu secundària     | Caterina va in città                        | Guanyador |       |
| Nastro d'Argento                                  | 2005 | Millor actriu                | Il siero della vanità                       | Nominat   |       |
| Nastro d'Argento                                  | 2006 | Millor actriu                | I giorni dell'abbandono                     | Nominat   |       |
| Nastro d'Argento                                  | 2007 | Millor actriu                | Il caimano                                  | Guanyador |       |
| Nastro d'Argento                                  | 2008 | Millor actriu                | Giorni e nuvole                             | Guanyador |       |
| Nastro d'Argento                                  | 2009 | Millor conjunt               | Due partite                                 | Nominat   |       |
| Nastro d'Argento                                  | 2010 | Millor actriu                | Lo spazio bianco                            | Nominat   |       |
| Nastro d'Argento                                  | 2013 | Millor actriu                | Viatjo sola                                 | Nominat   |       |
| Nastro d'Argento                                  | 2015 | Millor actriu                | Mia Madre                                   | Guanyador |       |
| Nastro d'Argento                                  | 2017 | Millor actriu secundària     | Questi giorni                               | Nominat   |       |
| Nastro d'Argento                                  | 2019 | Millor actriu de comèdia     | Moschettieri del re - La penultima missione | Nominat   |       |
| Nastro d'Argento                                  | 2023 | Millor actriu                | Exterior nit                                | Guanyador | [ 4 ] |
| Festival Internacional de Cinema de Sant Sebastià | 1990 | Millor actriu                | La settimana della sfinge                   | Guanyador |       |
| Festival Internacional de Cinema de Venècia       | 2009 | Millor actriu                | Lo spazio bianco                            | Guanyador |       |